# 周泽荣博士大楼
周泽荣博士大楼（英語：Dr Chau Chak Wing Building）是位于澳大利亚新南威尔士州悉尼科技大学的商学院大楼。这是澳大利亚第一座由加拿大裔美国建筑师弗兰克·盖瑞设计的建筑。

## 历史
华裔澳大利亚商人和慈善家周泽荣为这座大楼的建设捐赠了两千万澳元，这就是这个大楼名字的来源。这座12层的建筑为1,256－1,300名学生和300－326名 教学员工提供了教学、研究、办公以及住宿的场所。这座楼的设计是基于一个树屋的理念。
这座楼的立面用掉了32万块定制砖, 整体设计被形容成一个“压扁的褐色纸袋子”。弗兰克·盖瑞说，“也许它很像一个褐色的纸袋子，但是这里面很灵活，有很大的改变和移动的空间。”
前期址上工作和考古发掘于2011年下半年到2012年上半年之间进行。2012年11月中标的Lend Lease集团承担了大楼的建设工作。 据估计有32万块定制砖用于这座楼的建设。
周泽荣博士大楼的建设始于2012年下半年，2013年12月举行上栋式。 2014年11月整座大楼建设完成，并在次年2月2日正式开放。

## 画廊

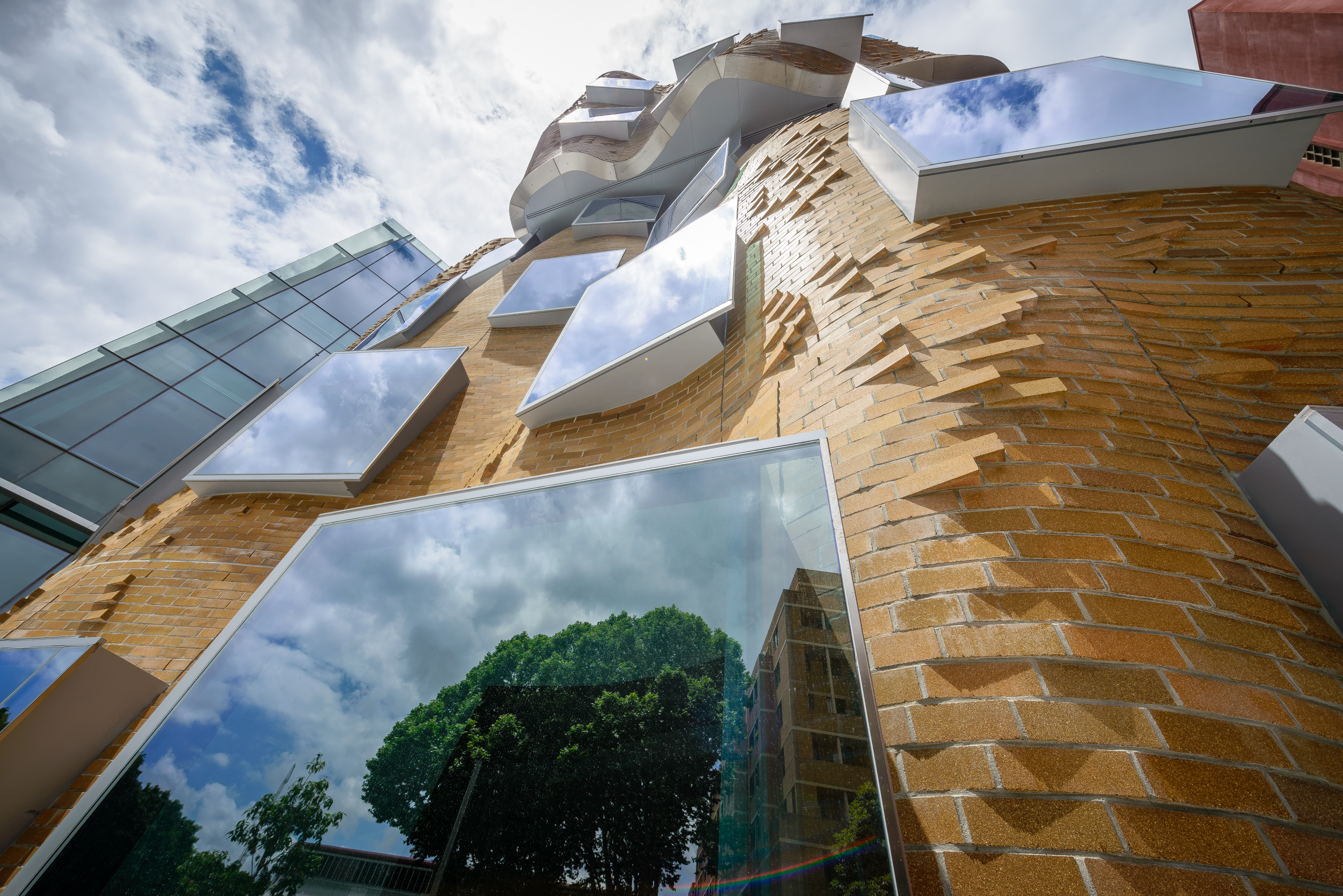
外部景观
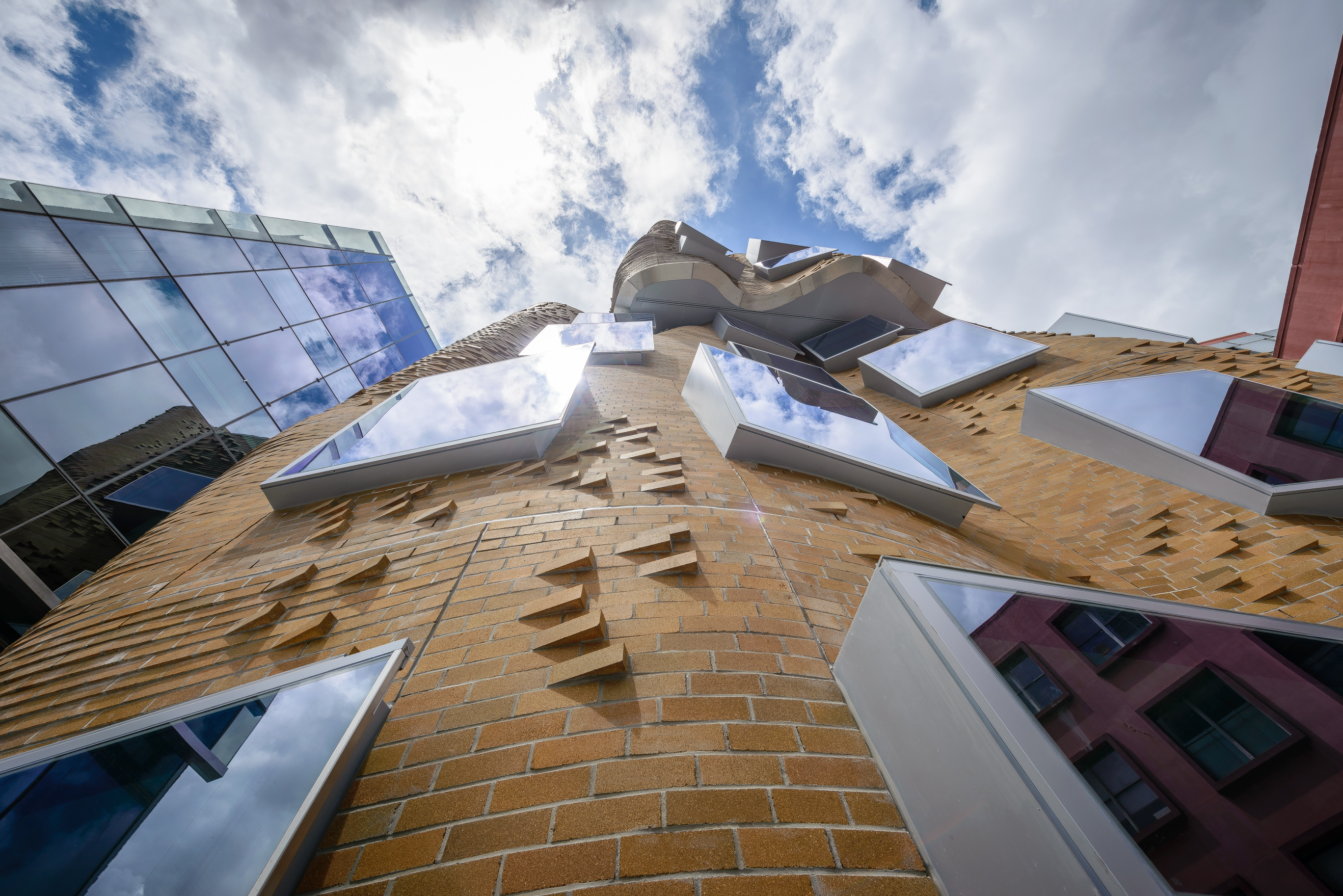
外部景观
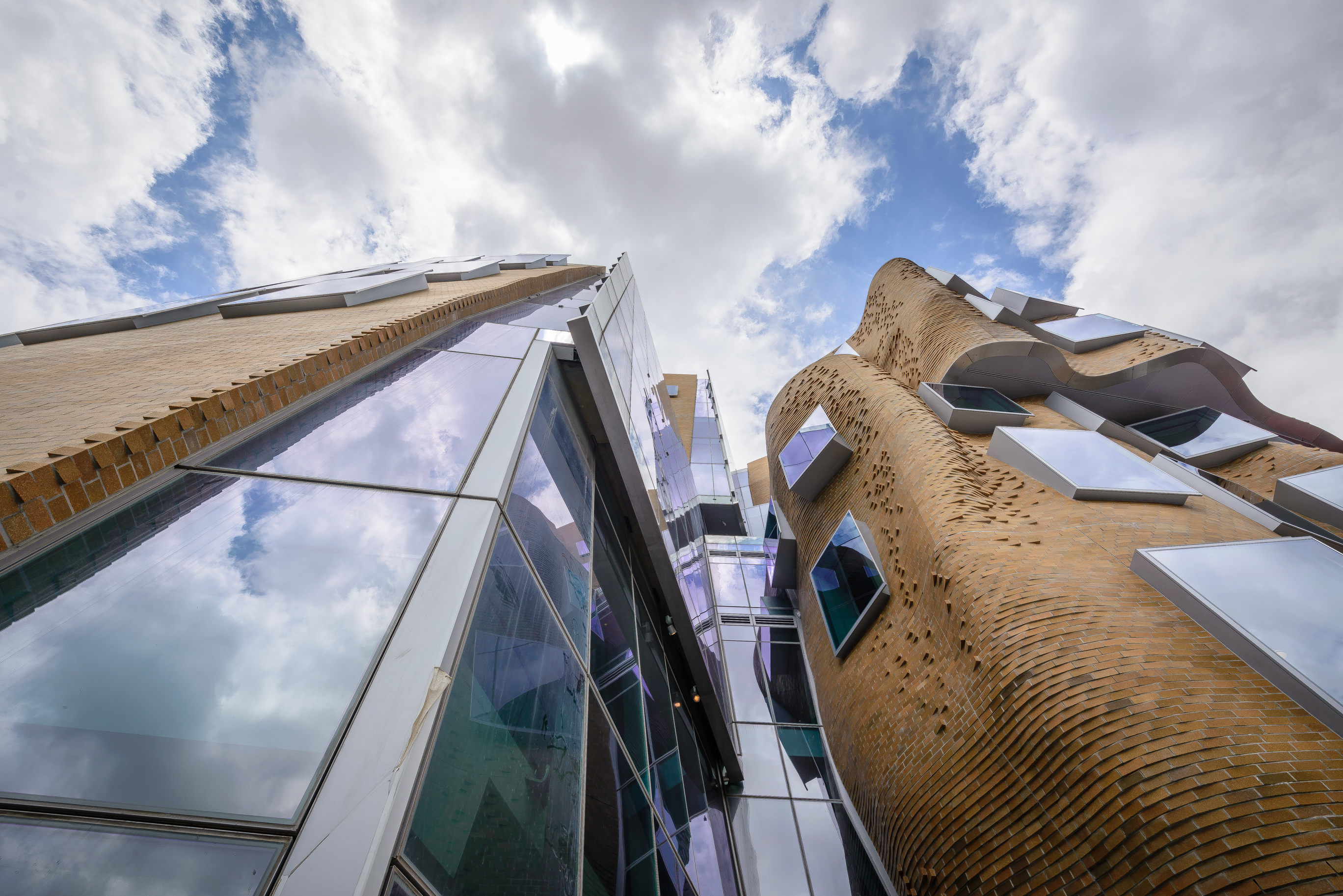
外部景观
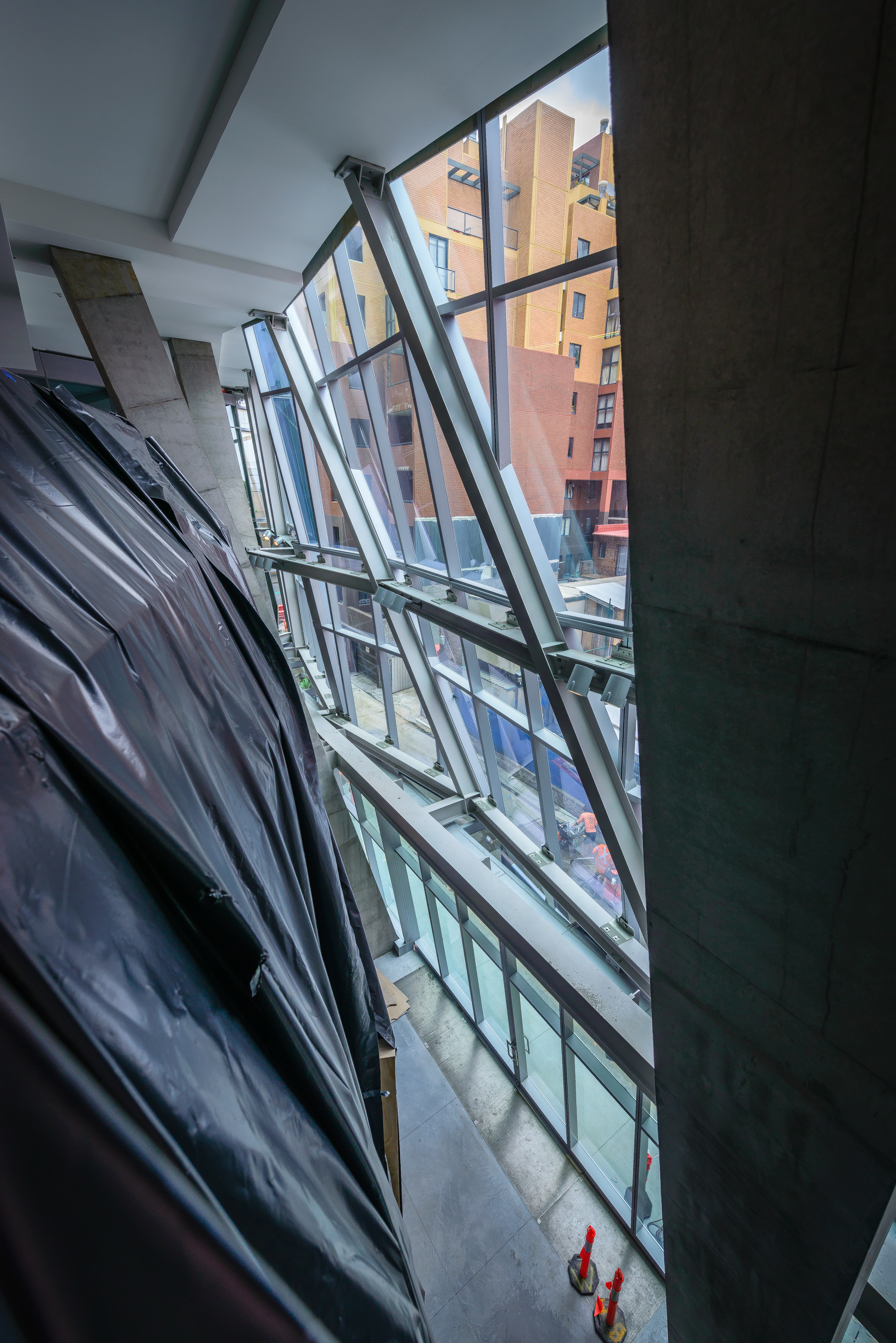
窗户